# Payphone
Payphone is een nummer van de Amerikaanse poprockband Maroon 5, die voor dit nummer samenwerkte met rapper Wiz Khalifa. Payphone is het eerste nummer van het vierde studioalbum van Maroon 5, Overexposed.

## Hitnoteringen

### Nederlandse Top 40
| Hitnotering: 05-05-2012 t/m 25-08-2012 | Hitnotering: 05-05-2012 t/m 25-08-2012 | Hitnotering: 05-05-2012 t/m 25-08-2012 | Hitnotering: 05-05-2012 t/m 25-08-2012 | Hitnotering: 05-05-2012 t/m 25-08-2012 | Hitnotering: 05-05-2012 t/m 25-08-2012 | Hitnotering: 05-05-2012 t/m 25-08-2012 | Hitnotering: 05-05-2012 t/m 25-08-2012 | Hitnotering: 05-05-2012 t/m 25-08-2012 | Hitnotering: 05-05-2012 t/m 25-08-2012 | Hitnotering: 05-05-2012 t/m 25-08-2012 | Hitnotering: 05-05-2012 t/m 25-08-2012 | Hitnotering: 05-05-2012 t/m 25-08-2012 | Hitnotering: 05-05-2012 t/m 25-08-2012 | Hitnotering: 05-05-2012 t/m 25-08-2012 | Hitnotering: 05-05-2012 t/m 25-08-2012 | Hitnotering: 05-05-2012 t/m 25-08-2012 | Hitnotering: 05-05-2012 t/m 25-08-2012 | Hitnotering: 05-05-2012 t/m 25-08-2012 |
| Week:                                  | 1                                      | 2                                      | 3                                      | 4                                      | 5                                      | 6                                      | 7                                      | 8                                      | 9                                      | 10                                     | 11                                     | 12                                     | 13                                     | 14                                     | 15                                     | 16                                     | 17                                     |                                        |
| -------------------------------------- | -------------------------------------- | -------------------------------------- | -------------------------------------- | -------------------------------------- | -------------------------------------- | -------------------------------------- | -------------------------------------- | -------------------------------------- | -------------------------------------- | -------------------------------------- | -------------------------------------- | -------------------------------------- | -------------------------------------- | -------------------------------------- | -------------------------------------- | -------------------------------------- | -------------------------------------- | -------------------------------------- |
| Positie:                               | 21                                     | 13                                     | 12                                     | 8                                      | 11                                     | 17                                     | 17                                     | 14                                     | 14                                     | 13                                     | 10                                     | 13                                     | 13                                     | 17                                     | 22                                     | 35                                     | 40                                     | uit                                    |

### NederlandseSingle Top 100
| Hitnotering: 28-04-2012 t/m 29-09-2012 | Hitnotering: 28-04-2012 t/m 29-09-2012 | Hitnotering: 28-04-2012 t/m 29-09-2012 | Hitnotering: 28-04-2012 t/m 29-09-2012 | Hitnotering: 28-04-2012 t/m 29-09-2012 | Hitnotering: 28-04-2012 t/m 29-09-2012 | Hitnotering: 28-04-2012 t/m 29-09-2012 | Hitnotering: 28-04-2012 t/m 29-09-2012 | Hitnotering: 28-04-2012 t/m 29-09-2012 | Hitnotering: 28-04-2012 t/m 29-09-2012 | Hitnotering: 28-04-2012 t/m 29-09-2012 | Hitnotering: 28-04-2012 t/m 29-09-2012 | Hitnotering: 28-04-2012 t/m 29-09-2012 |
| Week:                                  | 1                                      | 2                                      | 3                                      | 4                                      | 5                                      | 6                                      | 7                                      | 8                                      | 9                                      | 10                                     | 11                                     | 12                                     |
| -------------------------------------- | -------------------------------------- | -------------------------------------- | -------------------------------------- | -------------------------------------- | -------------------------------------- | -------------------------------------- | -------------------------------------- | -------------------------------------- | -------------------------------------- | -------------------------------------- | -------------------------------------- | -------------------------------------- |
| Positie:                               | 21                                     | 19                                     | 18                                     | 14                                     | 24                                     | 27                                     | 23                                     | 22                                     | 20                                     | 16                                     | 19                                     | 18                                     |
| Week:                                  | 13                                     | 14                                     | 15                                     | 16                                     | 17                                     | 18                                     | 19                                     | 20                                     | 21                                     | 22                                     | 23                                     |                                        |
| Positie:                               | 18                                     | 26                                     | 41                                     | 57                                     | 62                                     | 71                                     | 53                                     | 61                                     | 57                                     | 70                                     | 76                                     | uit                                    |

### VlaamseUltratop 50
| Hitnotering: 12-05-2012 t/m 29-09-2012 | Hitnotering: 12-05-2012 t/m 29-09-2012 | Hitnotering: 12-05-2012 t/m 29-09-2012 | Hitnotering: 12-05-2012 t/m 29-09-2012 | Hitnotering: 12-05-2012 t/m 29-09-2012 | Hitnotering: 12-05-2012 t/m 29-09-2012 | Hitnotering: 12-05-2012 t/m 29-09-2012 | Hitnotering: 12-05-2012 t/m 29-09-2012 | Hitnotering: 12-05-2012 t/m 29-09-2012 | Hitnotering: 12-05-2012 t/m 29-09-2012 | Hitnotering: 12-05-2012 t/m 29-09-2012 | Hitnotering: 12-05-2012 t/m 29-09-2012 | Hitnotering: 12-05-2012 t/m 29-09-2012 | Hitnotering: 12-05-2012 t/m 29-09-2012 | Hitnotering: 12-05-2012 t/m 29-09-2012 | Hitnotering: 12-05-2012 t/m 29-09-2012 | Hitnotering: 12-05-2012 t/m 29-09-2012 | Hitnotering: 12-05-2012 t/m 29-09-2012 | Hitnotering: 12-05-2012 t/m 29-09-2012 | Hitnotering: 12-05-2012 t/m 29-09-2012 | Hitnotering: 12-05-2012 t/m 29-09-2012 | Hitnotering: 12-05-2012 t/m 29-09-2012 | Hitnotering: 12-05-2012 t/m 29-09-2012 |
| Week:                                  | 1                                      | 2                                      | 3                                      | 4                                      | 5                                      | 6                                      | 7                                      | 8                                      | 9                                      | 10                                     | 11                                     | 12                                     | 13                                     | 14                                     | 15                                     | 16                                     | 17                                     | 18                                     | 19                                     | 20                                     | 21                                     |                                        |
| -------------------------------------- | -------------------------------------- | -------------------------------------- | -------------------------------------- | -------------------------------------- | -------------------------------------- | -------------------------------------- | -------------------------------------- | -------------------------------------- | -------------------------------------- | -------------------------------------- | -------------------------------------- | -------------------------------------- | -------------------------------------- | -------------------------------------- | -------------------------------------- | -------------------------------------- | -------------------------------------- | -------------------------------------- | -------------------------------------- | -------------------------------------- | -------------------------------------- | -------------------------------------- |
| Positie:                               | 50                                     | 23                                     | 18                                     | 13                                     | 15                                     | 14                                     | 11                                     | 9                                      | 8                                      | 9                                      | 9                                      | 13                                     | 9                                      | 18                                     | 21                                     | 25                                     | 28                                     | 28                                     | 32                                     | 39                                     | 46                                     | uit                                    |